# Steimel
Steimel là một đô thị ở huyện Neuwied, bang Rheinland-Pfalz, nước Đức. Đô thị Steimel có diện tích 5,59 km².